# Mistrzostwa Świata i Europy w Biegu na 100 km 2011
25. Mistrzostwa Świata i 20. Mistrzostwa Europy w Biegu na 100 km – zawody lekkoatletyczne, które odbyły się 10 września 2011 w Winschoten. 

## Mistrzostwa świata

### Rezultaty
|           | 1. miejsce         | Rezultat | 2. miejsce        | Rezultat | 3. miejsce               | Rezultat |
| Mężczyźni | Giorgio Calcaterra | 6:27:32  | Michael Wardian   | 6:42:49  | Andrew Henshaw           | 6:44:35  |
| Kobiety   | Marina Byczkowa    | 7:27:19  | Joanna Zakrzewski | 7:41:06  | Lindsay Anne van Aswegen | 7:42:05  |

## Mistrzostwa Europy

### Rezultaty
|           | 1. miejsce         | Rezultat | 2. miejsce        | Rezultat | 3. miejsce         | Rezultat |
| Mężczyźni | Giorgio Calcaterra | 6:27:32  | Pieter Vermeesch  | 6:47:01  | Jonas Buud         | 6:52:19  |
| Kobiety   | Marina Byczkowa    | 7:27:19  | Joanna Zakrzewski | 7:41:06  | Irina Wisznewskaja | 7:45:27  |

## Reprezentacja Polski

### Mężczyźni
| Miejsce MŚ | Miejsce ME | Zawodnik           | Klub                   | Rezultat |
| 22.        | 14.        | Paweł Szymandera   | TS Opatrunki Toruń     | 7:21:51  |
| 110.       | 91.        | Jakub Popiel       | -                      | 10:00:10 |
| 123.       | 102.       | Zenon Radziejewski | -                      | 10:52:05 |
| DNF        | DNF        | Dariusz Guzowski   | ULKS Talex Borzytuchom | -        |
| DNF        | DNF        | Łukasz Panfil      | LKS Maraton Turek      | -        |
| DNF        | DNF        | Roman Elwart       | LKS Ziemi Puckiej Puck | -        |